# V. Armeekorps
V. Armeekorps var en tysk armékår under andra världskriget. Kåren sattes upp den 1 oktober 1934.

## Bakgrund
I samband med den tyska mobiliseringen den 26 augusti 1939 sattes armékåren på krigsfot. 
Kåren var stationerad vid den inaktiva västfronten 1939 och deltog slaget om Frankrike 1940. Den stred under operation Barbarossa på den centrala delen av östfronten och deltog även i anfallet mot Moskva, operation Tyfon. Under sensommaren 1942 förflyttades kåren söderut för att delta i framryckningen genom Kaukasus. 
Mellan oktober 1942 och juni 1943 betecknades armékåren som Gruppe Wetzel. I juli 1943 betecknades kåren som Gruppe Allmendinger. 
Kåren deltog våren 1944 i försvarsstriderna på Krim där den krossades. Under sommaren omorganiserades resterna av kårstaben till vad som senare kom att namnges som XI. SS-Armeekorps. 
Den 26 januari 1945 nyuppställdes V. Armeekorps och stred resten av kriget på östfronten.

## Operation Barbarossa

### Organisation
Armékårens organisation den 22 juni 1941:
- 35. Infanterie-Division
- 5. Infanterie-Division

## Slaget om Moskva

### Organisation
Armékårens organisation den 2 oktober 1941:
- 35. Infanterie-Division
- 5. Infanterie-Division
- 106. Infanterie-Division

## Slaget om Berlin

### Organisation
Armékårens organisation den 1 mars 1945:
- Kampfgruppe
- 342. Infanterie-Division
- Kampfgruppe
- 72. Infanterie-Division
- 275. Infanterie-Division

## Befälhavare
Kårens befälhavare:
- General der Infanterie Richard Ruoff  1 maj 1939 - 12 januari 1942
- General der Infanterie Wilhelm Wetzel  12 januari 1942 - 1 juli 1943
- General der Infanterie Karl Allmendinger  1 juli 1943 - 1 maj 1944
- General der Infanterie Friedrich-Wilhelm Müller  4 maj 1944 - 2 juni 1944
- General der Artillerie Kurt Wäger  26 januari 1945 - 1 maj 1945

Stabschef:
- Generalmajor Walther Fischer von Weikersthal  6 oktober 1936 - 26 augusti 1939
- Oberst Edgar Röhricht  26 augusti 1939 - 6 oktober 1939
- Generalmajor Karl Allmendinger  15 oktober 1939 - 24 oktober 1940
- Oberst Arthur Schmidt  1 november 1940 - 25 mars 1942
- Oberst Helmuth Voelter  1 juni 1942 - 1 oktober 1943
- Oberstleutnant Harald Helms  1 oktober 1943 - 15 februari 1944
- Oberst Leo Hepp  15 februari 1944 - 24 juli 1944
- Oberst Paul Bergengrün  20 april 1945 - 1 maj 1945